# Joe Heyes
Pas d'image ? Cliquez ici

a Compétitions nationales et continentales officielles uniquement.

b Matchs officiels uniquement.
Dernière mise à jour le 15 mars 2025.
Joe Heyes, né le 13 avril 1999 à Nottingham (Angleterre), est un joueur international anglais de rugby à XV évoluant au poste de pilier droit avec les Leicester Tigers.

## Biographie

### Jeunesse
Joe Heyes est le fils de l'ancien footballeur professionnel Darren Heyes. Ses grands-pères sont George Heyes, un ancien footballeur professionnel de Leicester City et de Swansea City, et Bob Rees, un ancien détenteur du record britannique de saut en longueur.
Il commence par le football, étant comme son père, gardien de but pour Nottingham Forest. Puis il passe au rugby à l'âge de quatorze ans avec l'équipe de Nottingham Moderns RFC, il évolue alors en tant que centre ou troisième ligne centre. Il rejoint ensuite le centre de formation des Leicester Tigers à seize ans et est repositionné en première ligne.
Il est prêté au Loughborough Students RUFC pour la saison de National One 2017-2018 et participe à dix-sept matchs.
Ses deux idoles de jeunesse sont Logovi’i Mulipola et Cian Healy.

### En club

#### Leicester Tigers
Joe Heyes réalise ses débuts professionnels le 16 septembre 2018 face aux Wasps pour la troisième journée de la saison 2018-2019, il remplace Dan Cole à la 70e minute.
En 2020-2021, il entre en jeu à la place de Dan Cole pour la finale du Challenge européen opposant les Tigers à Montpellier. Les Français l'emportent sur le score de 17-18,.
Le 11 juin 2022, en demi-finale du championnat d'Angleterre, il effectue face aux Northampton Saints sa centième apparition sous le maillot des Tigers. Il est le deuxième plus jeune pilier à atteindre cette marque.
Il est remplaçant et entre en jeu à la 54e minute lors de la finale du championnat d'Angleterre 2022 remportée par les Tigers 15-12 face aux Saracens.

### En équipe nationale
Né d'un père anglais et d'une mère irlandaise, il est éligible aux deux sélections et fait le choix de représenter l'Angleterre au niveau international.
Heyes fait partie de l'équipe d'Angleterre des moins de 20 ans qui participe au Championnat du monde junior 2018. L'Angleterre s'incline en finale face à la France, il inscrit un essai lors de cette finale. L'année suivante, il participe au Championnat du monde junior 2019. L'Angleterre termine cinquième.
En octobre 2020, Heyes est convoqué par Eddie Jones pour un camp d'entraînement de l'équipe nationale d'Angleterre, puis fait partie de la « shadow team » pour la préparation au Tournoi des Six Nations 2021. Il fait ses premiers pas sur le terrain, le 4 juillet 2021, à Twickenham contre les États-Unis.
En 2023, il retrouve à la tête de la sélection son ancien entraîneur à Leicester, Steve Borthwick. Il fait partie de la liste de 36 joueurs amenés à préparer le Tournoi des Six Nations 2023. Il ne participe cependant à aucune rencontre.
Il est ensuite sélectionné pour le Tournoi des Six Nations 2024. N'étant pas utilisé lors des trois premières journées, il est convoqué avec l'équipe d'Angleterre A afin d'affronter le Portugal. En novembre 2024, il est sélectionné en équipe d'Angleterre A pour affronter l'Australie A (en).

## Statistiques

### En club
| Saison    | Club             | Compétition        | Matchs | Points | Essais |
| --------- | ---------------- | ------------------ | ------ | ------ | ------ |
| 2018-2019 | Leicester Tigers | Premiership        | 14     | -      | -      |
| 2018-2019 | Leicester Tigers | Champions Cup      | 4      | -      | -      |
| 2018-2019 | Leicester Tigers | Coupe d'Angleterre | 4      | -      | -      |
| 2019-2020 | Leicester Tigers | Premiership        | 15     | -      | -      |
| 2019-2020 | Leicester Tigers | Challenge européen | 5      | -      | -      |
| 2019-2020 | Leicester Tigers | Coupe d'Angleterre | 4      | -      | -      |
| 2020-2021 | Leicester Tigers | Premiership        | 20     | -      | -      |
| 2020-2021 | Leicester Tigers | Challenge européen | 6      | -      | -      |
| 2021-2022 | Leicester Tigers | Premiership        | 21     | -      | -      |
| 2021-2022 | Leicester Tigers | Champions Cup      | 6      | 5      | 1      |
| 2021-2022 | Leicester Tigers | Coupe d'Angleterre | 2      | -      | -      |
| 2022-2023 | Leicester Tigers | Premiership        | 15     | -      | -      |
| 2022-2023 | Leicester Tigers | Champions Cup      | 4      | -      | -      |
| Total     | Total            | Total              | 120    | 5      | 1      |

### En équipe nationale
| Année | Compétition | Matchs | Points | Essais |
| ----- | ----------- | ------ | ------ | ------ |
| 2021  | Test matchs | 2      | -      | -      |
| 2022  | Test matchs | 5      | -      | -      |
| Total | Total       | 7      | 0      | 0      |

## Palmarès
- Leicester Tigers
  - Vainqueur du Championnat d'Angleterre en 2022.
  - Finaliste du Challenge européen en 2021.
  - Finaliste du Championnat d'Angleterre en 2025.